# Lingua retica

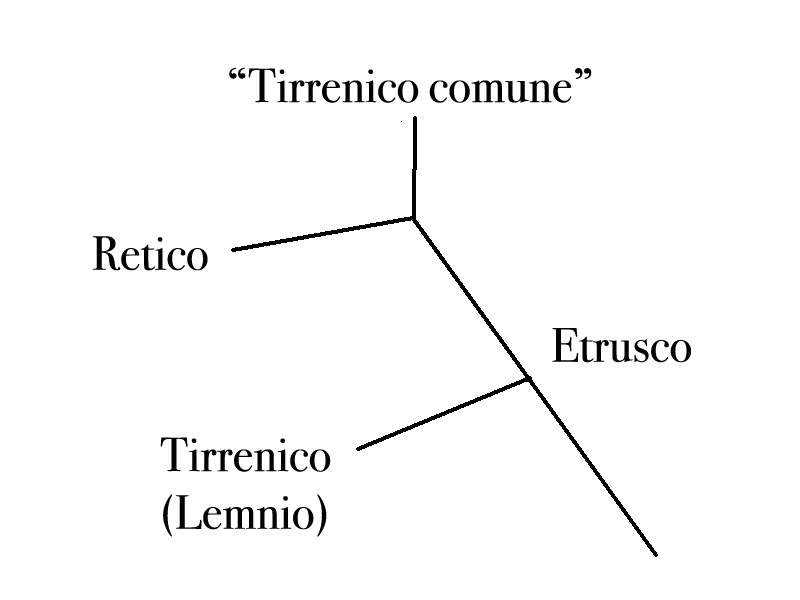
L'albero della famiglia linguistica tirrenica, così come proposto da de Simone e Marchesini (2013)

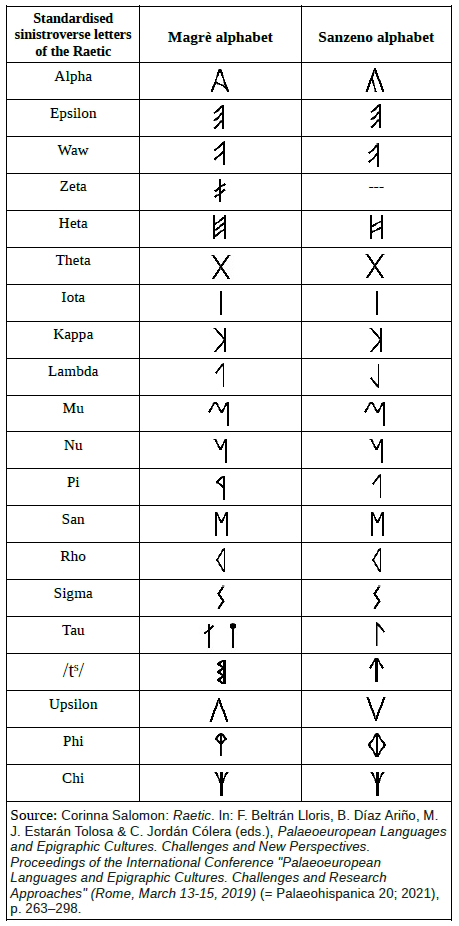
Alfabeti retico orientale (di Magrè presso Schio) e occidentale (di Sanzeno)

Il retico, o lingua retica, è una lingua antica estinta, appartenente alla famiglia linguistica delle lingue tirreniche,  considerata preindoeuropea e paleoeuropea parlata anticamente dai Reti, un popolo alpino che viveva tra le odierne Italia nordorientale, Austria, Svizzera e Germania meridionale, e che viene identificato archeologicamente con la cultura di Fritzens-Sanzeno. La lingua retica è considerata imparentata con la lingua etrusca.

## Storia
Tre autori antichi, Tito Livio, Pompeo Trogo e Plinio il Vecchio, ci tramandano la discendenza dei Reti dagli Etruschi.
Una nutrita serie di autorevoli archeologi e storici dell'800, come Barthold Georg Niebuhr, Karl Otfried Müller, Theodor Mommsen, Wolfgang Helbig, Gaetano De Sanctis e Luigi Pareti, ribalta la visione tradizionale degli autori classici di lingua latina, e sostiene che siano gli Etruschi a migrare dai territori alpini del Nord Italia nel Centro Italia, e che quindi siano gli Etruschi a discendere dai Reti, e non viceversa.
Un legame linguistico tra retico ed etrusco viene sostenuto anche da Benedetto Giovanelli nel 1844, allineandosi sull'ipotesi della discendenza degli Etruschi dai Reti.

## Alfabeto e lingua

### La famiglia linguistica tirrenica
Si conoscono circa trecento iscrizioni redatte in un alfabeto simile a quello etrusco, con pochi adattamenti locali.
L'alfabeto retico si divide in due varianti che corrispondono a due sottoaree geografiche: una prima, più occidentale, è conosciuta come alfabeto «di Bolzano» o «di Sanzeno» (anche detta di Fritzens-Sanzeno), l'altra, più orientale, come alfabeto di Magrè. L'alfabeto retico possiede notevoli analogie con il futhark scandinavo e quello camuno.
I testi ritrovati sono brevi e di difficile interpretazione, a causa della lingua, il retico, di origine non indoeuropea; studi recenti hanno dimostrato una consistente affinità con l'etrusco. Numerosi sono i casi di iscrizioni a carattere votivo.
Secondo il linguista tedesco Helmut Rix, il retico appartiene alla famiglia delle lingue tirseniche, insieme all'etrusco e alla lingua lemnia. Sulla scia di Rix, successivi studi di Stefan Schumacher, di Norbert Oettinger, Carlo De Simone e Simona Marchesini hanno ipotizzato che retico ed etrusco discendano da un «tirrenico comune» dal quale si sarebbero divisi in tempi remoti, prima dell'età del Bronzo. Anche il carattere agglutinante del retico è condiviso con la lingua etrusca e contraddistingue la famiglia linguistica tirrenica.

### Contatti tra Reti e Celti nella seconda età del Ferro
All'interno dei territori retici con la seconda età del Ferro, a partire dal V secolo a.C., vi sono contatti culturali, commerciali e religiosi tra Reti e Celti, confermati dal ritrovamento di armi di tipo La Tène, ornamenti e prodotti artistici di matrice celtica, all'interno dell'orizzonte archeologico della cultura di Fritzens-Sanzeno.
I contatti tra Reti e Celti non si limitarono agli scambi commerciali e culturali. Furono seguiti anche da movimenti migratori di guerrieri celtici all'interno del mondo retico. Alcune iscrizioni retiche rivelano l'adozione di elementi religiosi celtici, così come un'influenza celtica sulla lingua retica.

## Iscrizioni retiche
I principali luoghi di ritrovamento di iscrizioni in lingua retica sono la Bassa Atesina (Unterland) in Alto Adige, in particolare Vadena, Laghetti, Magrè sulla Strada del Vino (BZ), Sanzeno (TN), la Valpolicella (VR) e Magrè in Val Leogra, presso Schio (VI). Numerose iscrizioni in lingua retica sono state trovate anche in Austria, principalmente nei dintorni di Innsbruck. Un'iscrizione è stata trovata anche nella Germania meridionale, a Nußdorf, in Baviera, che rappresenta il ritrovamento più settentrionale, e una a Vače, nei pressi di Litija, in Slovenia, che rappresenta il ritrovamento più orientale.
Tra i più antichi ritrovamenti vi è la cosiddetta spada di Verona, scoperta nel 1672 a Ca' di Capri, frazione di Bussolengo, pochi chilometri a ovest di Verona, e oggi conservata al Museo Miniscalchi-Erizzo.
Tra le più lunghe iscrizioni in lingua retica vi è la situla della Val di Cembra del IV secolo a.C., anche conosciuta come Situla Giovanelli o situla di Dos Caslir, scoperta nel 1828 da Simone Nicolodi sul Doss Caslir di Cembra, acquistata dal sindaco di Trento Benedetto Giovanelli e oggi custodita al museo provinciale del Castello del Buonconsiglio. La situla, interamente in bronzo, era verosimilmente un recipiente che conteneva il vino da offrire agli Dei durante le cerimonie religiose. L'iscrizione a carattere votivo è composta da cinque parole incise con alfabeto simile a quello etrusco e la lingua usata è classificata come retico centrale.
Altra iscrizione scoperta nel 1845, dallo stesso Giovannelli, è la Situla di Matrei, dal nome delle località di Matrei am Brenner nel Tirolo austriaco dove è stata ritrovata, appartenente al V-IV secolo a.C., che è stata per oltre un secolo l'iscrizione retica più a nord mai rinvenuta.
Nel 2002, durante gli scavi nell'area sacra di Demlfeld, nel Tirolo austriaco, archeologi dell'università di Innsbruck hanno scoperto una lamina bronzea rinominata "lamina di Demlfeld", dal nome della località austriaca vicina ad Ampass, nel distretto di Innsbruck-Land. L'area sacra di Demlfeld era un rogo votivo e si ritiene fosse frequentata durante la seconda età del Ferro, dal VI al I sec. a.C..